# Владимировка (Хиславичский район)
 Владимировка — деревня в Смоленской области России, в Хиславичском районе. Расположена в юго-западной части области в 5 км к востоку от Хиславичей. Население — 169 жителей (2007 год). Административный центр Владимировского сельского поселения.

## История
Местными жителями часто называется Гутка по названию деревни, которая слилась с Владимировкой в 1970-е годы.
С 1929 года является главной деревней сельсовета.

## Экономика
Средняя школа, почта, сельхозпредприятие «Заветы».